# AXN Film Festival
O AXN Film Festival é um festival anual de curta-metragem criado pelo canal de televisão AXN.
Iniciado em 2006, o festival consiste em premiar os três melhores curtas feitos na América latina. Na edição de 2010 o vencedor receberá, além do prêmio em dinheiro, uma câmera HDV.

## Vencedores
- 2006 - Boom,  Juan Manuel Ortiz Valenzuela (Colômbia) e No princípio era o verbo, de Virginia Jorge (Brasil).

- 2007 - Balada das duas mocinhas de Botafogo, de Fernando Valle e João Caetano Feyer (Brasil).

- 2008 - La velocidad de los Ceibos, de Joaquín Peñagaricano, Pablo Abdalá y Pablo Aguirrezabal (Uruguai)

- 2009 - Marina, la esposa del pescador, de Carlos Hernández (Colômbia)

## Ligações Externas
Página Oficial